# Pedra do Forno
Pedra do Forno é uma elevação portuguesa localizada no concelho do Nordeste, ilha de São Miguel, arquipélago dos Açores.
Este acidente geológico tem o seu ponto mais elevado a 472 metros de altitude acima do nível do mar.
Esta formação encontra-se próxima das localidades de Santana e Feteira Grande, localizando-se entre o Espigão da Festa e o Rechão das Vacas. Junto das suas encostas corre a Ribeira do Falhado e a Ribeira da Mulher provenientes estas do Planalto dos Graminhais.